# Тиранець перуанський
Тира́нець перуа́нський (Pseudelaenia leucospodia) — вид горобцеподібних птахів родини тиранових (Tyrannidae). Мешкає в Еквадорі і Перу. Це єдиний представник монотипового роду Перуанський тиранець (Pseudelaenia).

## Опис
Довжина птаха становить 12,5 см. Верхня частина тіла бліда, сірувато-коричнева, над очима малопомітні білі брови, края крил білуаті. Нижня частина тіла біла, боки сіруваті. На голові помітний білий чуб, що дозволяє відрізнити перуанського тиранця від схожих видів, зокрема від Phaeomyias tumbezana і Camptostoma obsoletum

## Поширення і екологія
Перуанські тиранці мешкають на тихоокеанському узбережжі Еквадору (в провінціях Санта-Елена, Гуаяс і Лоха) та Перу (на південь до Ла-Лібертада), а також на острові Пуна. Вони живуть в сухих і вологих чагарникових заростях та в пересохлих руслах річок. Зустрічаються на висоті до 800 м над рівнем моря.